# Leintrey
Leintrey est une commune française située dans le département de Meurthe-et-Moselle en région Grand Est.

## Géographie
La commune est située à l'extrémité d'un beau vallon qui s'étend du nord au sud bordé par les villages de Reillon, Blémerey, Vého et Domjevin et qui vient aboutir à angle droit à la grande vallée de la Vezouze.
La commune est traversée par quelques ruisseaux dont le Ruisseau d'Albe, le Ruisseau des Abouilles et le Ruisseau de Cambra.
| Xousse     | Remoncourt | Avricourt (Moselle)    |
| Emberménil | Leintrey   | Amenoncourt            |
| Vého       | Reillon    | Autrepierre, Gondrexon |

### Hydrographie
La commune est dans le bassin versant du Rhin au sein du bassin Rhin-Meuse. Elle est drainée par la Goutte des Fosses, le ruisseau de Cambra, le ruisseau de la Bonne Goutte, le ruisseau Dessous l'Étang, le ruisseau le Remoncourt et le ruisseau Les Aulnes,.

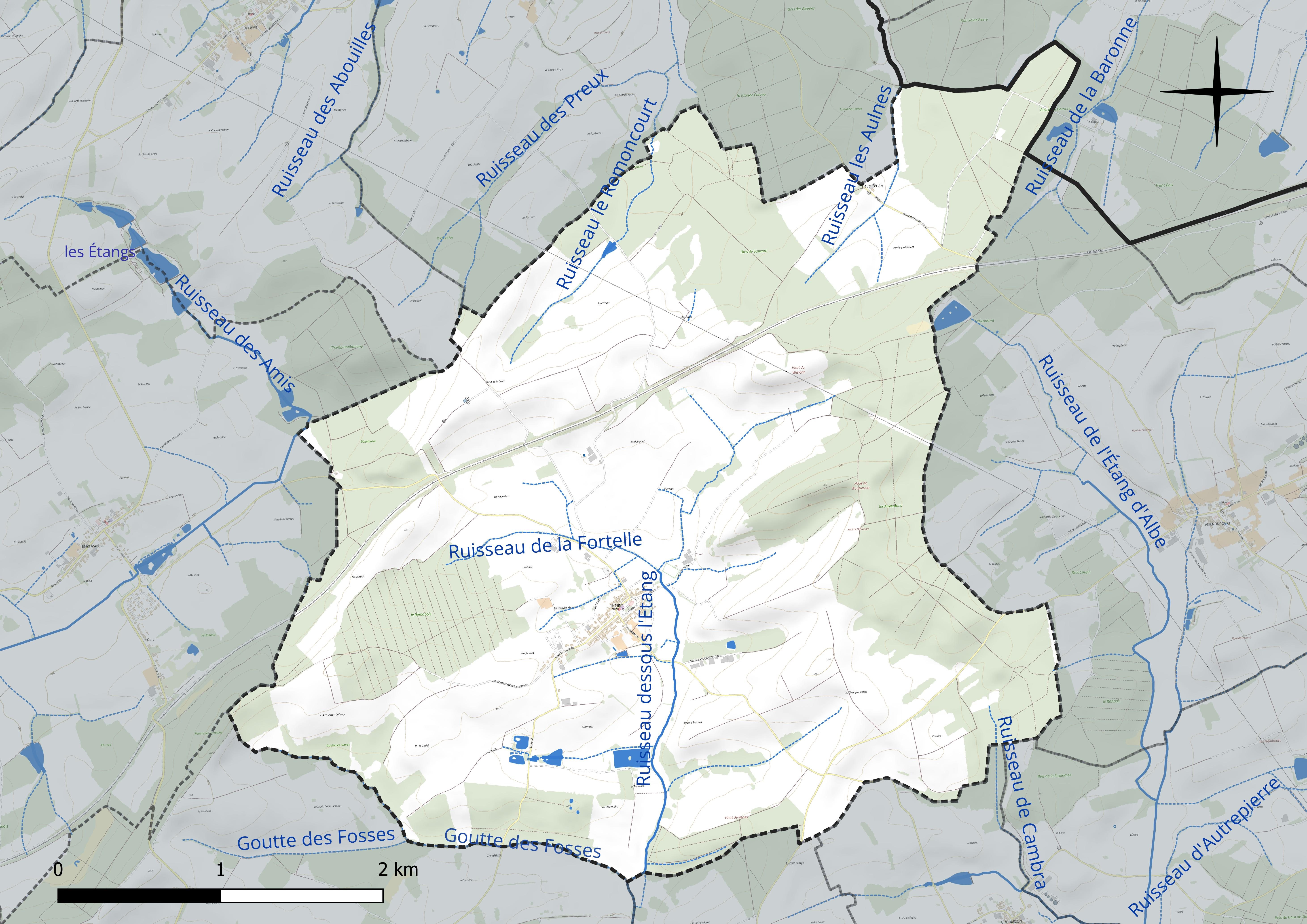
Réseau hydrographique de Leintrey.

### Climat
Pour des articles plus généraux, voir Climat du Grand Est et Climat de Meurthe-et-Moselle.
En 2010, le climat de la commune est de type climat des marges montargnardes, selon une étude du Centre national de la recherche scientifique s'appuyant sur une série de données couvrant la période 1971-2000. En 2020, Météo-France publie une typologie des climats de la France métropolitaine dans laquelle la commune est exposée à un climat semi-continental et est dans la région climatique  Vosges, caractérisée par une pluviométrie très élevée (1 500 à 2 000 mm/an) en toutes saisons et un hiver rude (moins de 1 °C). 
Pour la période 1971-2000, la température annuelle moyenne est de 9,7 °C, avec une amplitude thermique annuelle de 16,9 °C. Le cumul annuel moyen de précipitations est de 863 mm, avec 12,3 jours de précipitations en janvier et 9,6 jours en juillet. Pour la période 1991-2020, la température moyenne annuelle observée sur la station météorologique de Météo-France la plus proche, « St Maurice », sur la commune de Saint-Maurice-aux-Forges à 15 km à vol d'oiseau, est de 10,5 °C et le cumul annuel moyen de précipitations est de 837,4 mm. 
La température maximale relevée sur cette station est de 39,2 °C, atteinte le 25 juillet 2019 ; la température minimale est de −19,9 °C, atteinte le 1er mars 2005,,. 
Les paramètres climatiques de la commune ont été estimés pour le milieu du siècle (2041-2070) selon différents scénarios d'émission de gaz à effet de serre à partir des nouvelles projections climatiques de référence DRIAS-2020. Ils sont consultables sur un site dédié publié par Météo-France en novembre 2022.

## Urbanisme

### Typologie
Au 1er janvier 2024, Leintrey est catégorisée commune rurale à habitat dispersé, selon la nouvelle grille communale de densité à sept niveaux définie par l'Insee en 2022.
Elle est située hors unité urbaine et hors attraction des villes,.

### Occupation des sols
L'occupation des sols de la commune, telle qu'elle ressort de la base de données européenne d’occupation biophysique des sols Corine Land Cover (CLC), est marquée par l'importance des territoires agricoles (58,6 % en 2018), une proportion sensiblement équivalente à celle de 1990 (58,4 %). La répartition détaillée en 2018 est la suivante : 
forêts (37,3 %), terres arables (33,6 %), prairies (22,8 %), milieux à végétation arbustive et/ou herbacée (4,1 %), zones agricoles hétérogènes (2,2 %). L'évolution de l’occupation des sols de la commune et de ses infrastructures peut être observée sur les différentes représentations cartographiques du territoire : la carte de Cassini (XVIIIe siècle), la carte d'état-major (1820-1866) et les cartes ou photos aériennes de l'IGN pour la période actuelle (1950 à aujourd'hui).

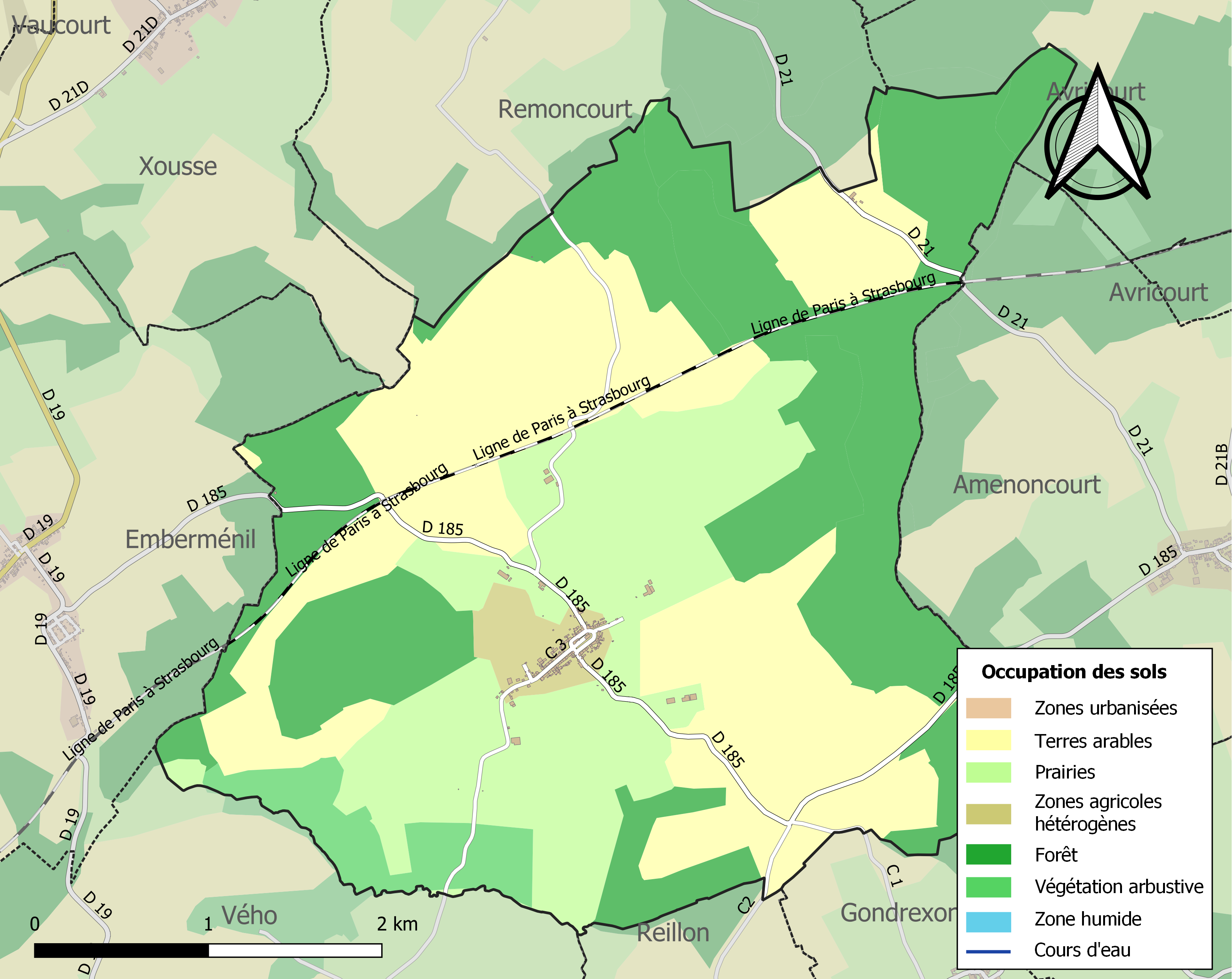
Carte des infrastructures et de l'occupation des sols de la commune en 2018 (CLC).

## Toponymie
Anciennes mentions : Lenterio (1175), Lentrey (1304), Lintrey (1782).
D'après Albert Dauzat et Charles Rostaing, ce toponyme est composé du nom d'homme germanique *Lind-Hari et du suffixe latin -iacum.

## Histoire
La population était de cinq cent vingt-quatre habitants avant la Première Guerre mondiale et de six cent trente-neuf en 1836. Leintrey était chef-lieu de canton en 1790.
Situé sur la route des invasions, beaucoup de malheurs se sont abattus sur le village et ses habitants.
Le village fut réduit en cendres par les troupes de Gallas en 1636. Il n'y eut plus que cinq maisons. En 1688, d'autres, reconstruites, furent à nouveau incendiées.
-En 1751, Christophe BRENON (v 1695,  + Lunéville 4/10/1768, inh caveau des chanoines réguliers), conseiller du roi, maître des eaux-et-forêts du département de Luneville, est Seigneur de Leintrey; marié à Anne-Françoise de la TOUR (v 1706, + Lunéville 31/1/156, inhumée dans le caveau des Chanoines réguliers/St Jacques).
Au XIXe siècle, le village connut les malheurs de la guerre de 1870-1871.
De 1914 à 1918, le village fut occupé par les Allemands. Les maisons, son église étant détruite, canonnées à longueur de journée, la vie fut intenable et les habitants furent évacués pour ne revenir qu'après l'Armistice (il ne restait que deux maisons). À mille cinq cents mètres du village se trouvait la ligne des tranchées des unités françaises, positions indélogeables qu'elles gardèrent toute la guerre, malgré l'acharnement de l'adversaire. Ces derniers utilisèrent la technique des galeries souterraines pour déposer sous les tranchées des tonnes d'explosifs et les faire sauter pour forcer le passage. Quatre-vingt-trois soldats du 162e Régiment d'infanterie périrent dans l'explosion de mines le 10 juillet 1916.
Le village fut reconstruit en 1925. La maison commune, son école et son presbytère sont l'œuvre de l'architecte Joseph Hornecker, auteur du grand théâtre de Nancy.
La Seconde Guerre mondiale entraîna une nouvelle occupation du secteur après la défaite de juin 1940. Les premiers alliés firent une incursion en septembre 1944 et le village ne fut toutefois libéré qu'en novembre de la même année. L'église fut à nouveau partiellement détruite en 1944 ainsi que bon nombre de maisons.

## Politique et administration
La commune fait partie de la communauté de communes de Vezouze en Piémont.

### Liste des maires
| Période                                  | Période  | Identité        | Étiquette | Qualité                         |
| ---------------------------------------- | -------- | --------------- | --------- | ------------------------------- |
| Les données manquantes sont à compléter. |          |                 |           |                                 |
| mars 2001                                | mai 2020 | Bernard Batho   |           | Retraité agricole               |
| mai 2020                                 | En cours | Lionel Jacques, |           | Contremaître, agent de maîtrise |

## Population et société

### Démographie
L'évolution du nombre d'habitants est connue à travers les recensements de la population effectués dans la commune depuis 1793. Pour les communes de moins de 10 000 habitants, une enquête de recensement portant sur toute la population est réalisée tous les cinq ans, les populations de référence des années intermédiaires étant quant à elles estimées par interpolation ou extrapolation. Pour la commune, le premier recensement exhaustif entrant dans le cadre du nouveau dispositif a été réalisé en 2008.

En 2022, la commune comptait 149 habitants, en évolution de +7,19 % par rapport à 2016 (Meurthe-et-Moselle : −0,13 %, France hors Mayotte : +2,11 %).
| 1793 | 1800 | 1806 | 1821 | 1831 | 1836 | 1841 | 1846 | 1851 |
| ---- | ---- | ---- | ---- | ---- | ---- | ---- | ---- | ---- |
| 518  | 577  | 565  | 631  | 635  | 645  | 624  | 624  | 650  |

| 1856 | 1861 | 1872 | 1876 | 1881 | 1886 | 1891 | 1896 | 1901 |
| ---- | ---- | ---- | ---- | ---- | ---- | ---- | ---- | ---- |
| 597  | 602  | 589  | 600  | 524  | 502  | 482  | 445  | 395  |

| 1906 | 1911 | 1921 | 1926 | 1931 | 1936 | 1946 | 1954 | 1962 |
| ---- | ---- | ---- | ---- | ---- | ---- | ---- | ---- | ---- |
| 383  | 349  | 255  | 248  | 234  | 229  | 139  | 186  | 210  |

| 1968 | 1975 | 1982 | 1990 | 1999 | 2006 | 2008 | 2013 | 2018 |
| ---- | ---- | ---- | ---- | ---- | ---- | ---- | ---- | ---- |
| 240  | 209  | 175  | 161  | 136  | 150  | 154  | 140  | 145  |

| 2022 | - | - | - | - | - | - | - | - |
| ---- | - | - | - | - | - | - | - | - |
| 149  | - | - | - | - | - | - | - | - |

### Lieux de cultes

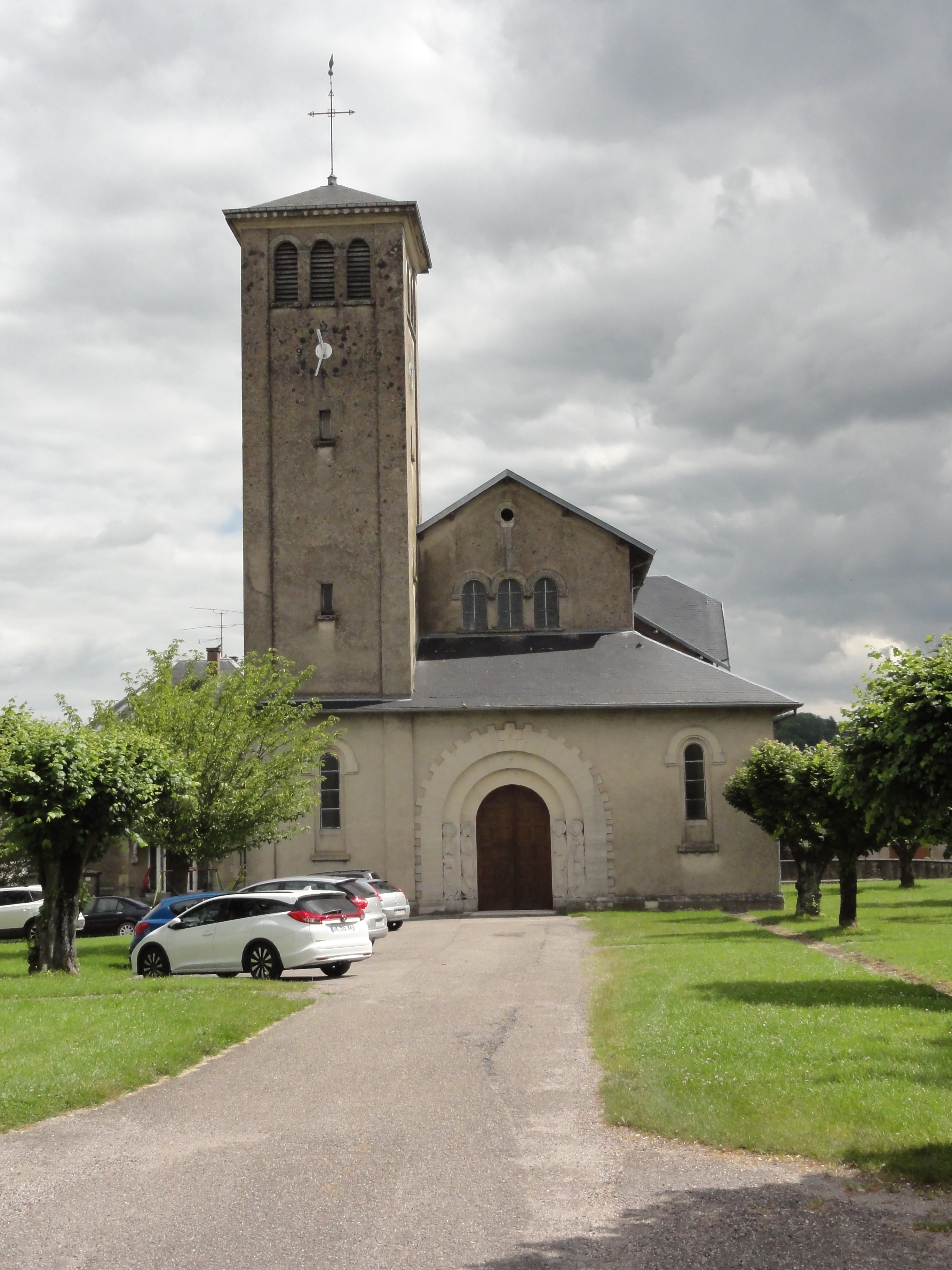
L'église.

- Église reconstruite après 1918.

## Culture locale et patrimoine

### Lieux et monuments
- Les Entonnoirs de Leintrey sont, en 1915, sur la ligne de front. Sape des Allemands : une centaine de soldats français y trouvèrent la mort. De tels vestiges sont également visibles à Massiges, à Berry-au-Bac (Cote 108), Vauquois, etc.
- C'est précisément au-dessus des Entonnoirs de Leintrey que deux officiers de l'escadrille MF 33 furent abattus en combat aérien en 1917 : les lieutenants Nissim de Camondo et Lucien Desessarts, morts pour la France le 5 septembre 1917.

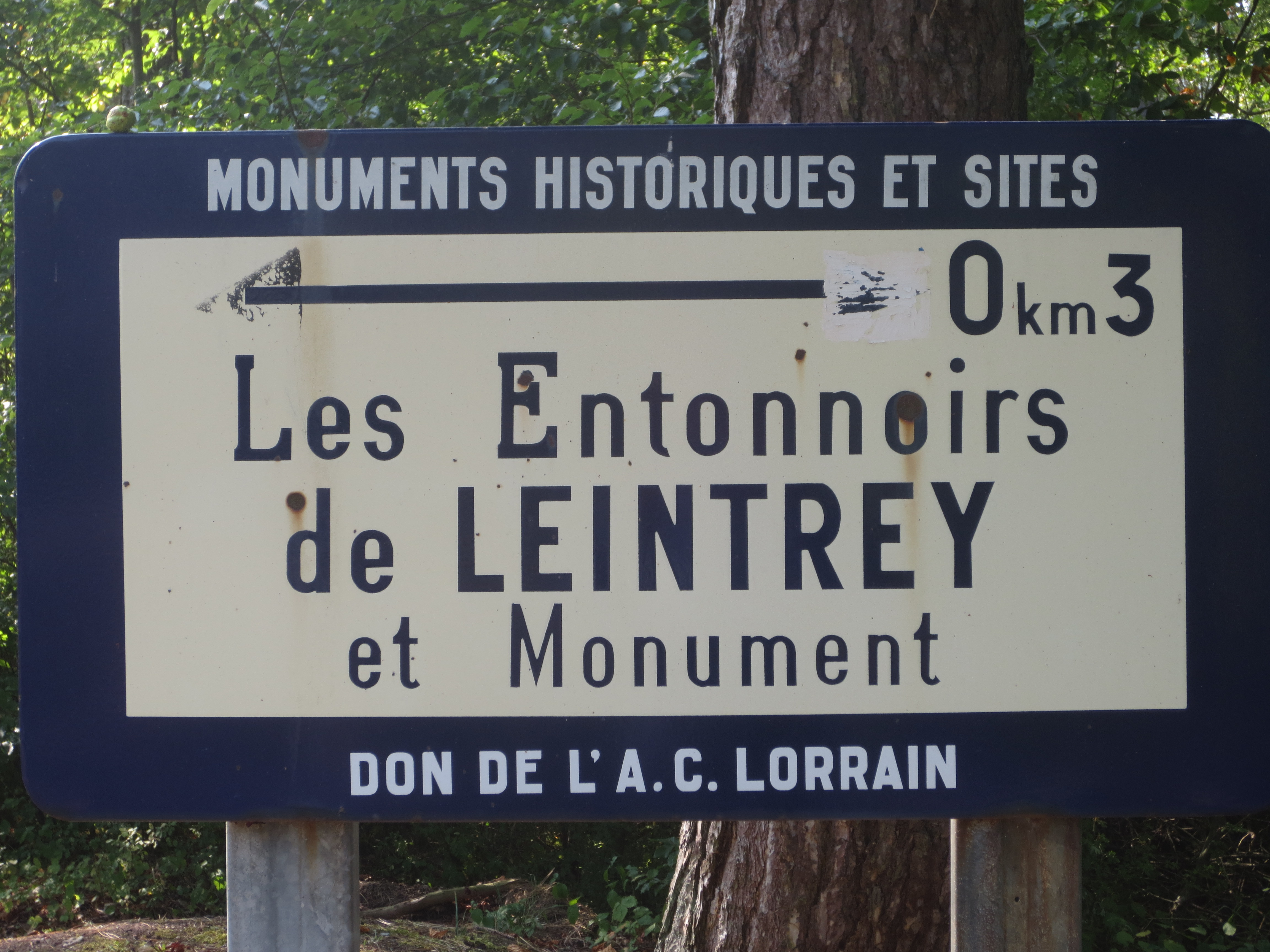
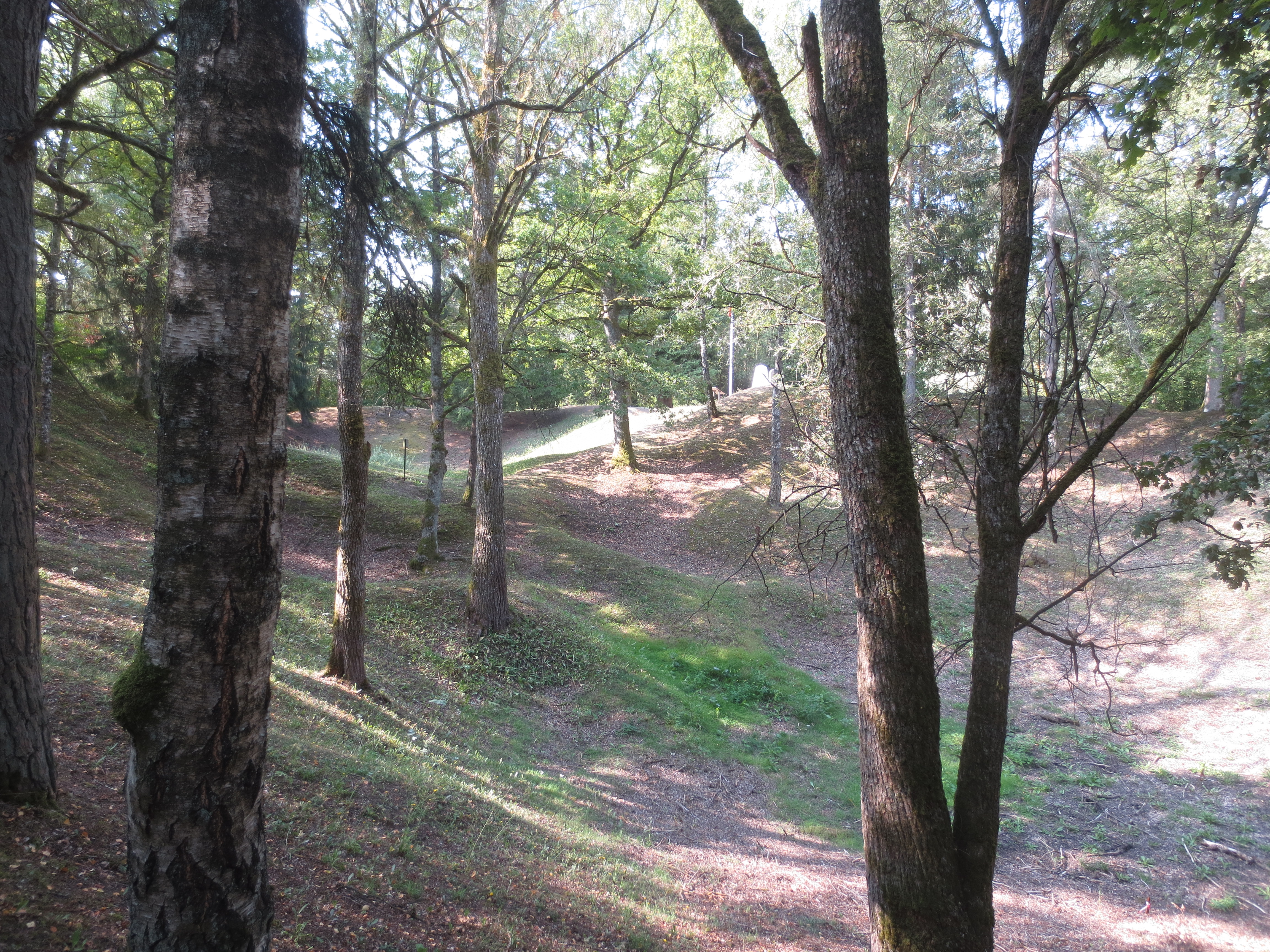
Entonnoir.
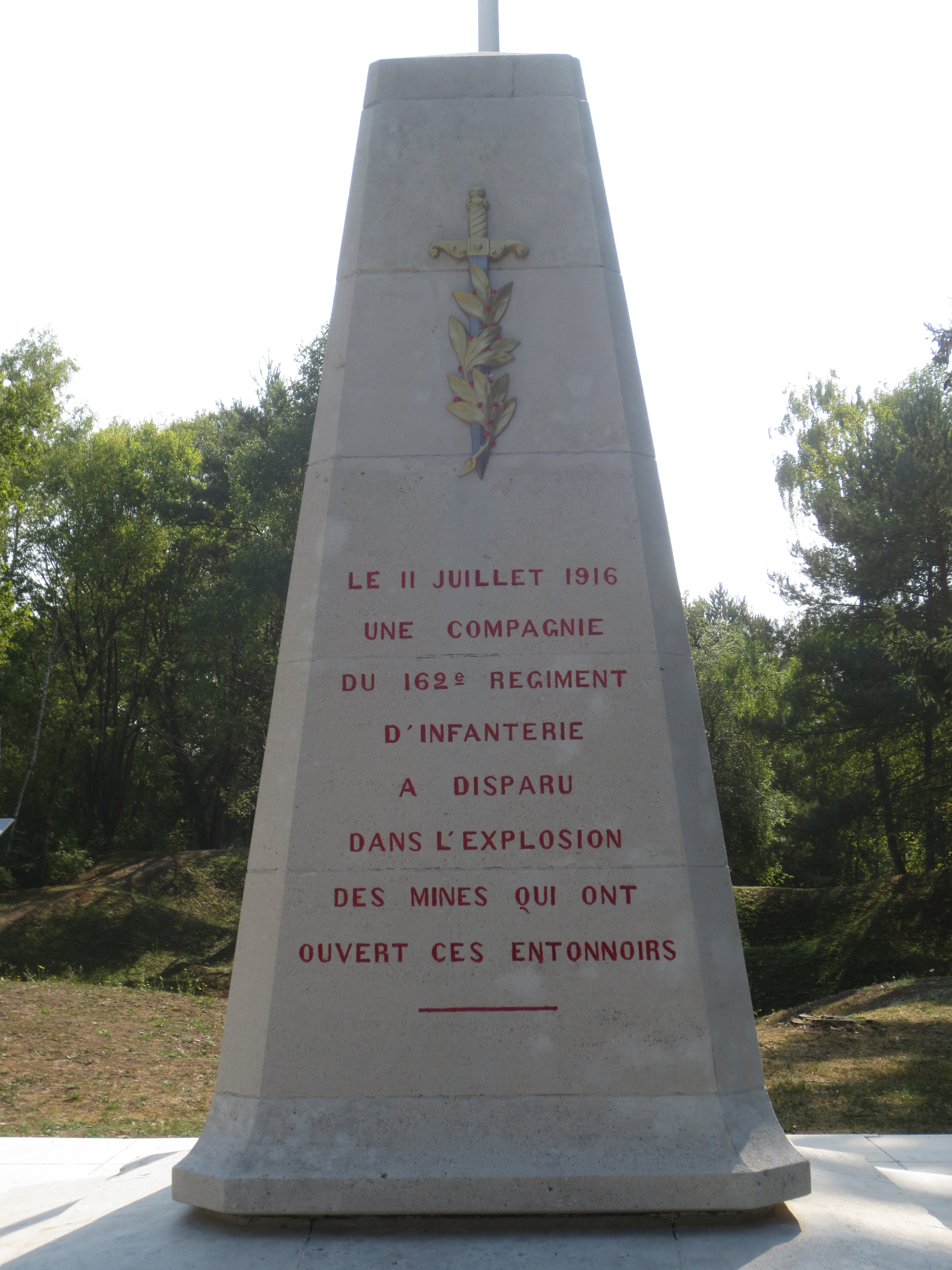
Face avant du monument.
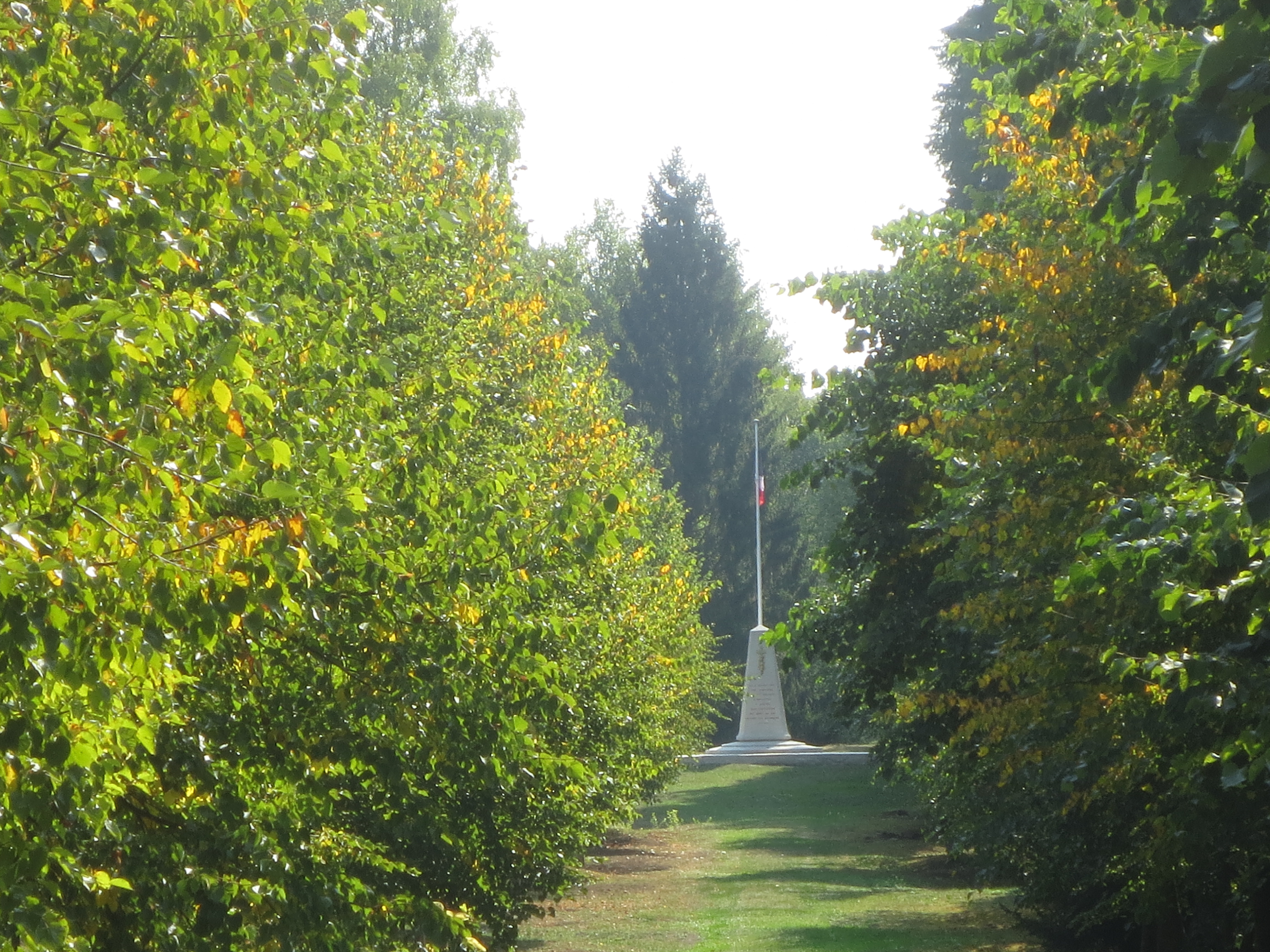
Perspective depuis l'entrée du site.
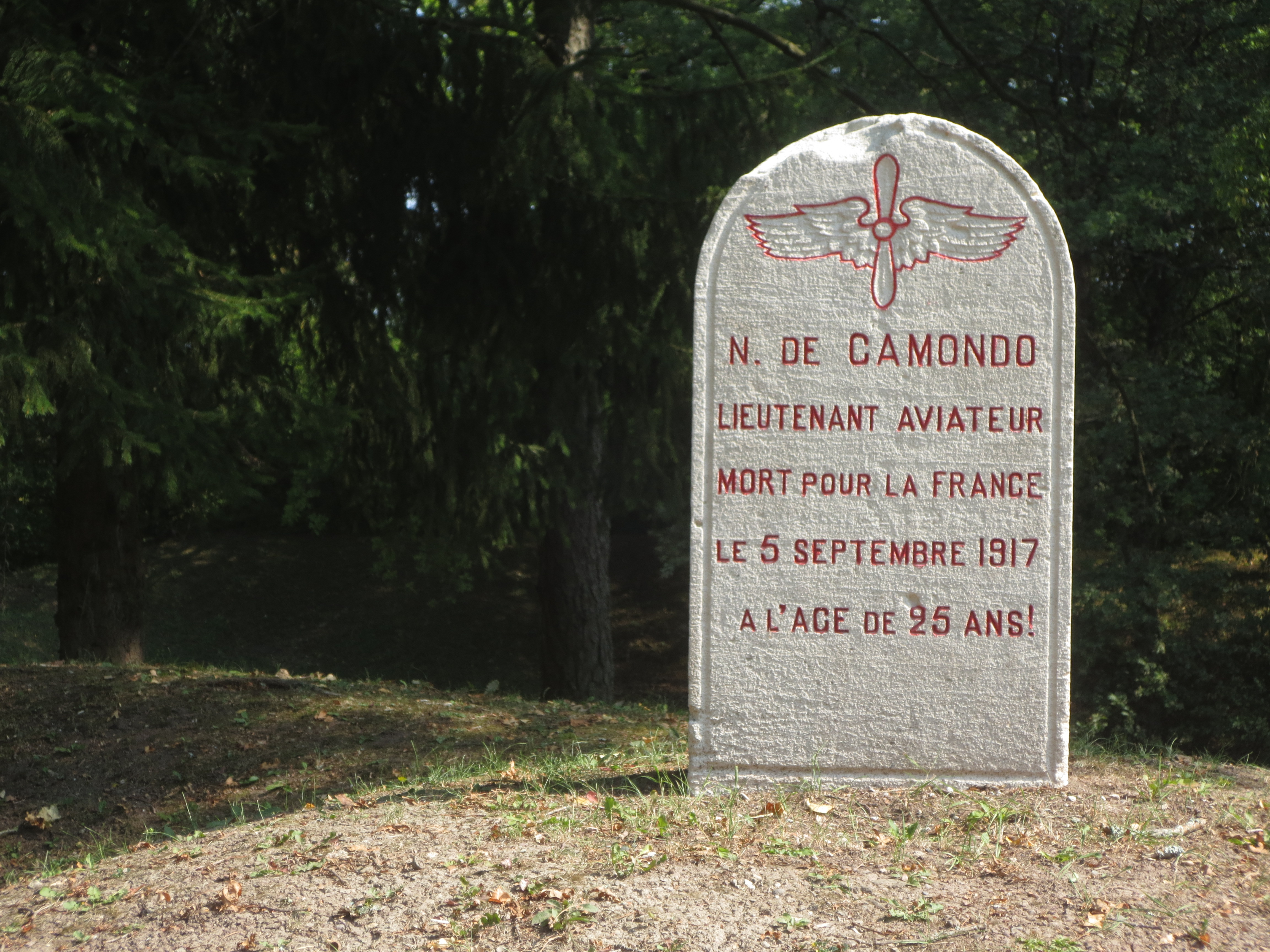
Stèle en mémoire de Nissim de Camondo.
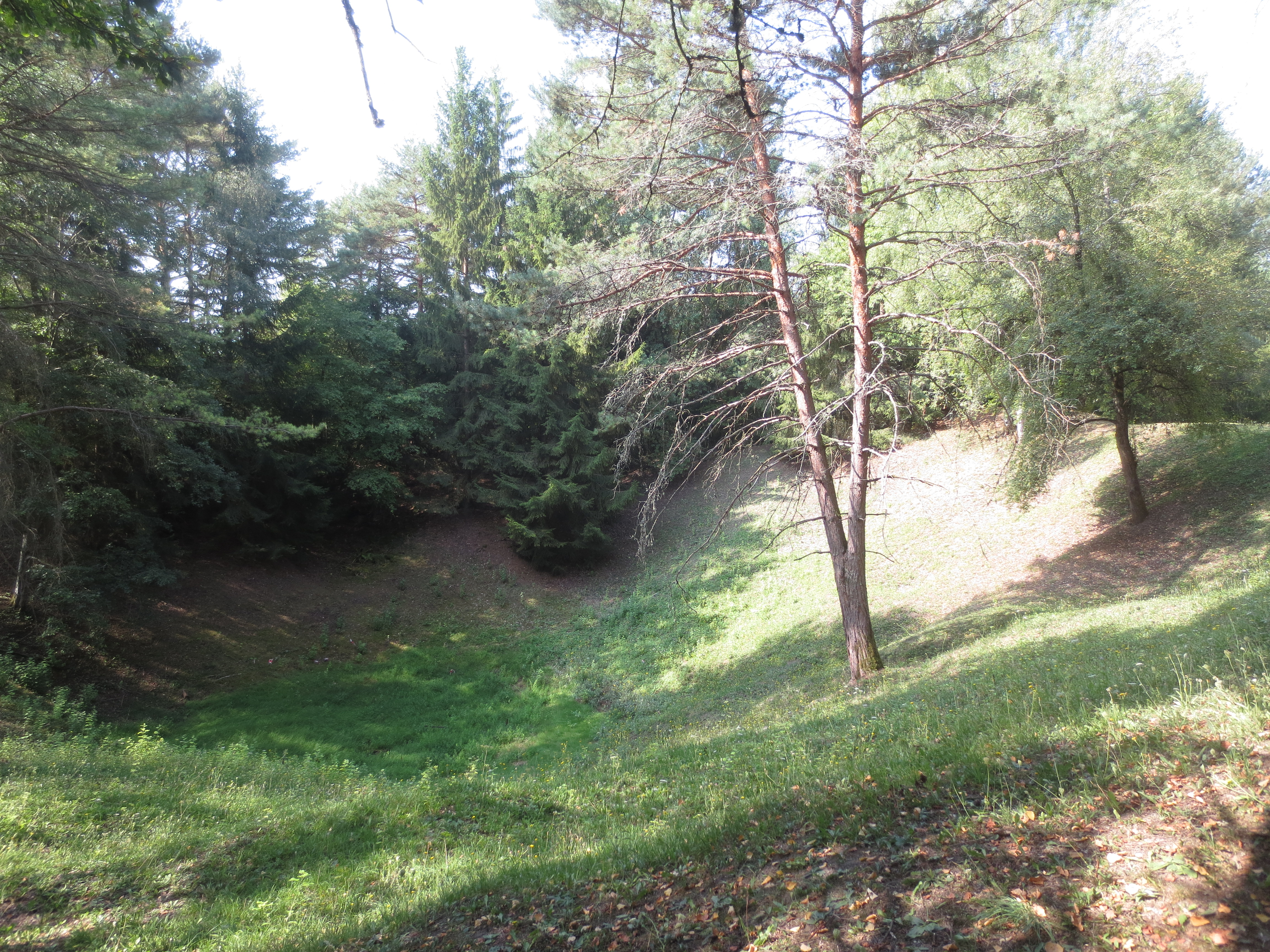
Entonnoir.
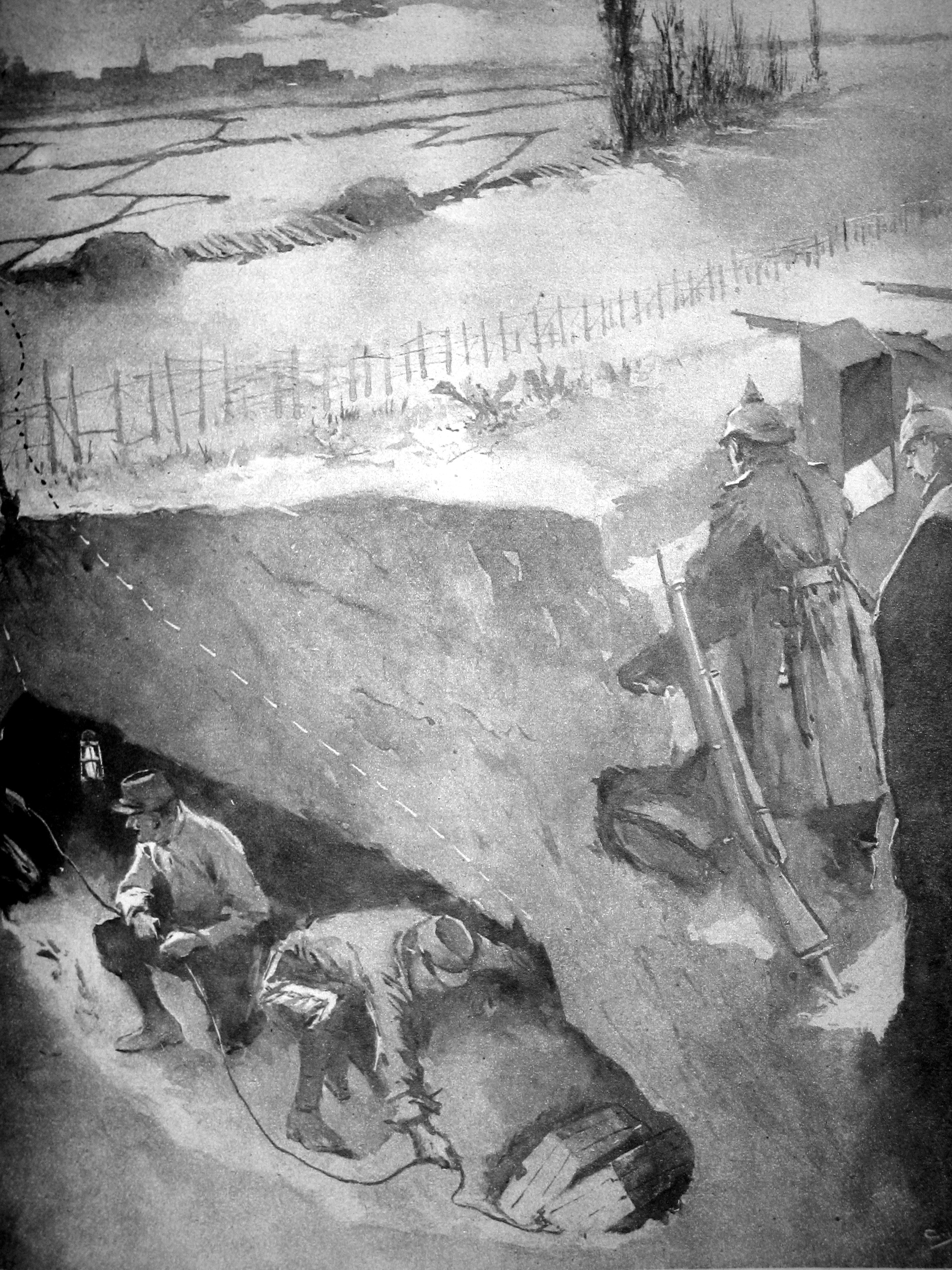
Schéma de réalisation d'une mine.

### Héraldique
| Blason de Leintrey | Blason  | Blasonnement : de gueules à l'épi d'or et à la branche d'osier du même au chef triangulaire coupé ondé d'azur et d'argent. |
| Blason de Leintrey | Détails | Le statut officiel du blason reste à déterminer.                                                                           |